# 거류초등학교
거류초등학교는 대한민국 경상남도 고성군 거류면 당동리에 있는 공립 초등학교이다.

## 학교 연혁
- 1926년 4월 22일 당동공립보통학교 개교
- 1938년 4월 1일 명칭 변경 (거류공립심상소학교)
- 1941년 4월 1일 명칭 변경 (거류공립국민학교)
- 1979년 4월 2일 병설유치원 개원
- 1986년 3월 1일 특수학급(1학급) 설치
- 1995년 3월 1일 화당분교장 통합
- 1999년 9월 1일 대장분교장 통합 (1999.03.01 편입)
- 2008년 5월 27일 다목적 강당 개관
- 2012년 5월 4일 예술꽃씨앗학교 현판식 및 인조잔디운동장 준공식
- 2013년 4월 19일 국가중요무형문화재 고성오광대, 고성농요 MOU 체결

## 학교 상징
- 교화 - 개나리 : 겨울을 이긴 개나리의 '인내' 와 여러꽃들이 하나로 어우러 아름다움을 표현하듯 '화합'을 상징한다.
- 교목 - 향나무 : 퇴색치 않는 푸르름은 세계를 향해 나아가는 '기백'과 어떠한 난관에도 꺽이지 않는 '꿋꿋한 지조'를 상징한다.

## 참고 자료
- 거류초등학교 - 한국교육학술정보원 학교알리미